# أوسامو فوجيمورا
أوسامو فوجيمورا (بالكانا:ふじむら おさむ) هو سياسي ياباني، ولد في 3 نوفمبر 1949 في اليابان. حزبياً، نشط في الحزب الديمقراطي الياباني وحزب الآفاق الجديدة. انتخب أمين مجلس الوزراء الياباني (2 سبتمبر 2011 – 26 ديسمبر 2012) وانتخب عضو مجلس النواب من اليابان.